# Saposoa
Saposoa é uma cidade do Peru, situada na região de  San Martín. Capital da província de  Huallaga, sua população em 2017 foi estimada em 7.759 habitantes.